# Лютча
Лютча (пол. Lutcza) — село в Польщі, у гміні Небилець Стрижівського повіту Підкарпатського воєводства.
Населення — 2247 осіб (2011).

## Етнографія
Лінгвісти зараховували українців даної місцевості до «замішанців» — проміжної групи між лемками і надсянцями.

## Історія
На 1581 р. в селі була церква, до місцевої парафії належали довколишні села, зокрема Бонарівка.
Оскільки власники села були кальвіністами, у селі тривалий час був кальвіністський костел, доки в 1711 р. тодішні власники Тарли не передали маєток у заставу єзуїтам, які негайно впровадили латинський обряд. Українці-грекокатолики села поступово зазнавали процесів латинізації та подальшої полонізації.
Українці-греко-католики села належали до парафії Коростенька (Красна) Короснянського деканату Перемишльської єпархії. Метричні книги велися з 1784 року.
Після Другої світової війни село опинилось на теренах ПНР.
У 1975-1998 роках село належало до Ряшівського воєводства.

## Демографія
Демографічна структура станом на 31 березня 2011 року:
|          | Загалом | Допрацездатний вік | Працездатний вік | Постпрацездатний вік |
| -------- | ------- | ------------------ | ---------------- | -------------------- |
| Чоловіки | 1075    | 246                | 733              | 96                   |
| Жінки    | 1172    | 246                | 679              | 247                  |
| Разом    | 2247    | 492                | 1412             | 343                  |